# Bataille de Gandesa
Guerre d'Espagne
La bataille de Gandesa se déroule du 1er au 3 avril 1938 pendant la guerre d'Espagne en Catalogne.

## Contexte historique
Après la chute de Caspe, les troupes nationalistes continuent leur progression à travers la région montagneuse du Maestrazgo, avec le soutien de la Légion Condor allemande et de la Aviazione Legionaria italienne. À la fin du mois de février 1938, les nationalistes sont aux portes de Lérida et de Gandesa.

## La bataille
La ville est tenue par la XVe brigade internationale. Les nationalistes, appuyés par les soldats du Corpo Truppe Volontarie, lancent un assaut sur Gandesa le 1er avril. Après trois jours de combats, la ville tombe et 140 brigadiers britanniques et américains sont faits prisonniers. Toutefois la résistance de la XVe brigade permit aux républicains de se regrouper et de battre en retraite derrière l'Èbre.